# Joan Crawford
Joan Crawford (n. 23 martie 1904 San Antonio, Texas, USA - d. 10 mai 1977, New York City, New York, USA) a fost o actriță americană de teatru și film, laureată a premiului Oscar.

## Biografie

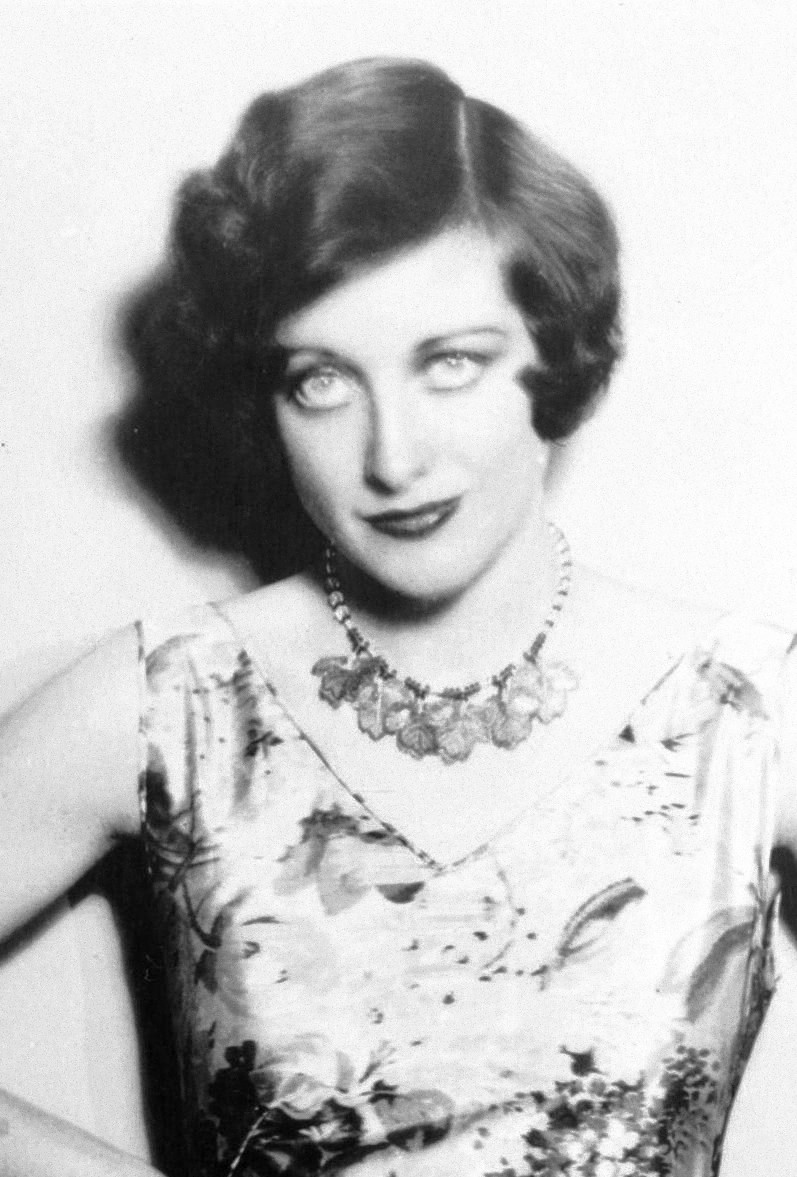
Joan Crawford în 1928

Și-a început cariera ca dansatoare în diverse companii de teatru înainte de a-și face debutul pe Broadway, în 1925, atunci când a semnat primul său contract cu Metro-Goldwin-Mayer. Nemulțumită de mărimea și calitatea rolurilor sale, Crawford a început o campanie de self-publicity și a devenit recunoscută la nivel național până la sfârșitul anilor ’20. În anii ’30, faima sa rivaliza deja cu cea a actrițelor Norma Shearer și Greta Garbo. Rolurile sale înfățișau adesea tinere femei muncitoare care găseau, în final, dragostea alături de succesul pe plan financiar, foarte populare în rândul publicului feminin, transformând-o într-una dintre cele mai proeminente și bine plătite vedete de film ale Hollywood-ului, însă statutul său nu a durat mult, ea fiind etichetată “box-office poison” la sfârșitul anilor ‘30. După o absență de aproape doi ani, a revenit în 1945 cu rolul principal din Mildred Pierce, pentru care a câștigat premiul Oscar pentru cea mai bună actriță. În 1955, datorită mariajului cu președintele companiei Pepsi-Cola, Alfred Steele, a devenit implicată în aceasta, fiind aleasă să îi ia locul după moartea sa din 1959, până în 1973. În anii 1960, aparițiile sale pe ecran s-au împuținat, ea retrăgându-se după lansarea horror-ului britanic Trog, în 1970. A murit în 1977.

## Viață personală
A fost căsătorită de patru ori, primele trei sfârșindu-se prin divorț, iar al patrulea prin decesul soțului. A adoptat cinci copii, relația dintre ea și Christina fiind descrisă de aceasta din urmă ca fiind plină de abuzuri emoționale și fizice în cartea de memorii “Mommie Dearest”.

## Filmografie

### Filme mute
| An   | #  | Titlu                     | Rol                                   | Compania producătoare                    |
| ---- | -- | ------------------------- | ------------------------------------- | ---------------------------------------- |
| 1925 | 1  | Lady of the Night         | Dublura lui Norma Shearer             | Metro-Goldwyn-Mayer                      |
| 1925 | 2  | Proud Flesh               | San Francisco Girl                    | Metro-Goldwyn-Mayer                      |
| 1925 | 3  | A Slave of Fashion‡       | Mannequin                             | Metro-Goldwyn-Mayer                      |
| 1925 | 4  | The Merry Widow           | Ballroom Dancing Extra                | Metro-Goldwyn-Mayer                      |
| 1925 | 5  | Pretty Ladies             | Bobby, a showgirl                     | Metro-Goldwyn-Mayer                      |
| 1925 | 6  | The Circle                | Young Lady Catherine                  | Metro-Goldwyn-Mayer                      |
| 1925 | 7  | The Midshipman            | Extra                                 | Metro-Goldwyn-Mayer                      |
| 1925 | 8  | The Exquisite Sinner‡     | Extra                                 | Metro-Goldwyn-Mayer                      |
| 1925 | 9  | The Big Parade            | Extra                                 | Metro-Goldwyn-Mayer                      |
| 1925 | 10 | Ben Hur                   | Extra                                 | Metro-Goldwyn-Mayer                      |
| 1925 | 11 | Old Clothes               | Mary Riley                            | Metro-Goldwyn-Mayer                      |
| 1925 | 12 | The Only Thing            | Party Guest                           | Metro-Goldwyn-Mayer                      |
| 1925 | 13 | Sally, Irene and Mary     | Irene                                 | Metro-Goldwyn-Mayer                      |
| 1926 | 14 | Tramp, Tramp, Tramp       | Betty Burton                          | First National Pictures                  |
| 1926 | 15 | The Boob                  | Jane                                  | Metro-Goldwyn-Mayer                      |
| 1926 | 16 | Paris                     | The Girl                              | Metro-Goldwyn-Mayer                      |
| 1927 | 17 | Winners of the Wilderness | René Contrecoeur                      | Metro-Goldwyn-Mayer                      |
| 1927 | 18 | The Taxi Dancer           | Joslyn Poe                            | Metro-Goldwyn-Mayer                      |
| 1927 | 19 | The Understanding Heart   | Monica Dale                           | Metro-Goldwyn-Mayer                      |
| 1927 | 20 | The Unknown               | Estrellita or Nanon, Zanzi's Daughter | Metro-Goldwyn-Mayer                      |
| 1927 | 21 | Twelve Miles Out          | Jane                                  | Metro-Goldwyn-Mayer                      |
| 1927 | 22 | Spring Fever              | Allie Monte                           | Metro-Goldwyn-Mayer                      |
| 1928 | 23 | West Point                | Betty Channing                        | Metro-Goldwyn-Mayer                      |
| 1928 | 24 | The Law of the Range      | Betty Dallas                          | Metro-Goldwyn-Mayer                      |
| 1928 | 25 | Rose-Marie‡               | Rose-Marie                            | Metro-Goldwyn-Mayer                      |
| 1928 | 26 | Across to Singapore       | Priscilla Crowninshield               | Metro-Goldwyn-Mayer                      |
| 1928 | 27 | Four Walls                | Frieda                                | Metro-Goldwyn-Mayer                      |
| 1928 | 28 | Our Dancing Daughters     | Diana Medford                         | Cosmopolitan Production (an MGM company) |
| 1928 | 29 | Dream of Love‡            | Adrienne Lecouvreur                   | Cosmopolitan Production (an MGM company) |
| 1929 | 30 | The Duke Steps Out‡       | Susie                                 | Cosmopolitan Production (an MGM company) |
| 1929 | 31 | Our Modern Maidens        | Billie Brown                          | Cosmopolitan Production (an MGM company) |

‡ indică film pierdut

### Filme cu sunet
| An   | #  | Titlu                            | Rol                                 | Compania producătoare |
| ---- | -- | -------------------------------- | ----------------------------------- | --------------------- |
| 1929 | 32 | The Hollywood Revue of 1929      | Specialty                           | Metro-Goldwyn-Mayer   |
| 1929 | 33 | Untamed                          | Alice "Bingo" Dowling               | Metro-Goldwyn-Mayer   |
| 1930 | 34 | Montana Moon                     | Joan Prescott                       | Metro-Goldwyn-Mayer   |
| 1930 | 35 | Our Blushing Brides              | Gerry Marsh                         | Metro-Goldwyn-Mayer   |
| 1930 | 36 | Paid                             | Mary Turner                         | Metro-Goldwyn-Mayer   |
| 1931 | 37 | Dance, Fools, Dance              | Bonnie Jordan                       | Metro-Goldwyn-Mayer   |
| 1931 | 38 | Complete Surrender               | Ivy Stevens                         | Metro-Goldwyn-Mayer   |
| 1931 | 39 | Laughing Sinners                 | Ivy Stevens                         | Metro-Goldwyn-Mayer   |
| 1931 | 40 | This Modern Age                  | Val Winters                         | Metro-Goldwyn-Mayer   |
| 1931 | 41 | Possessed                        | Marian Martin                       | Metro-Goldwyn-Mayer   |
| 1932 | 42 | Grand Hotel                      | Flaemmchen                          | Metro-Goldwyn-Mayer   |
| 1932 | 43 | Letty Lynton                     | Letty Lynton                        | Metro-Goldwyn-Mayer   |
| 1932 | 44 | Rain                             | Sadie Thompson                      | United Artists        |
| 1933 | 45 | Today We Live                    | Diana "Ann" Boyce-Smith             | Metro-Goldwyn-Mayer   |
| 1933 | 46 | Dancing Lady                     | Janie "Duchess" Barlow              | Metro-Goldwyn-Mayer   |
| 1934 | 47 | Sadie McKee                      | Sadie McKee Brennan                 | Metro-Goldwyn-Mayer   |
| 1934 | 48 | Chained                          | Diane Lovering, also called "Dinah" | Metro-Goldwyn-Mayer   |
| 1934 | 49 | Forsaking All Others             | Mary Clay                           | Metro-Goldwyn-Mayer   |
| 1935 | 50 | No More Ladies                   | Marcia Townsend                     | Metro-Goldwyn-Mayer   |
| 1935 | 51 | I Live My Life                   | Kay Bentley                         | Metro-Goldwyn-Mayer   |
| 1936 | 52 | The Gorgeous Hussy               | Margaret O'Neal "Peggy" Eaton       | Metro-Goldwyn-Mayer   |
| 1936 | 53 | Love on the Run                  | Sally Parker                        | Metro-Goldwyn-Mayer   |
| 1937 | 54 | The Last of Mrs. Cheyney         | Fay Cheyney                         | Metro-Goldwyn-Mayer   |
| 1937 | 55 | The Bride Wore Red               | Anni Pavlovitch                     | Metro-Goldwyn-Mayer   |
| 1938 | 56 | Mannequin                        | Jessica Cassidy                     | Metro-Goldwyn-Mayer   |
| 1938 | 57 | The Shining Hour                 | Olivia Riley                        | Metro-Goldwyn-Mayer   |
| 1939 | 58 | Ice Follies of 1939              | Mary McKay, a.k.a. Sandra Lee       | Metro-Goldwyn-Mayer   |
| 1939 | 59 | The Women                        | Crystal Allen                       | Metro-Goldwyn-Mayer   |
| 1940 | 60 | Strange Cargo                    | Julie                               | Metro-Goldwyn-Mayer   |
| 1940 | 61 | Susan and God                    | Susan Trexel                        | Metro-Goldwyn-Mayer   |
| 1941 | 62 | A Woman's Face                   | Anna Holm                           | Metro-Goldwyn-Mayer   |
| 1941 | 63 | When Ladies Meet                 | Mary Howard                         | Metro-Goldwyn-Mayer   |
| 1942 | 64 | They All Kissed the Bride        | Margaret Drew                       | Columbia Pictures     |
| 1942 | 65 | Reunion in France                | Michelle de la Becque               | Metro-Goldwyn-Mayer   |
| 1943 | 66 | Above Suspicion                  | Frances Myles                       | Metro-Goldwyn-Mayer   |
| 1944 | 67 | Hollywood Canteen                | Herself                             | Warner Brothers       |
| 1945 | 68 | Mildred Pierce                   | Mildred Pierce                      | Warner Brothers       |
| 1946 | 69 | Humoresque                       | Helen Wright                        | Warner Brothers       |
| 1947 | 70 | Possessed                        | Louise Howell Graham                | Warner Brothers       |
| 1948 | 71 | Daisy Kenyon                     | Daisy Kenyon                        | 20th Century Fox      |
| 1949 | 72 | Flamingo Road                    | Lane Bellamy                        | Warner Brothers       |
| 1949 | 73 | It's a Great Feeling             | Herself                             | Warner Brothers       |
| 1950 | 74 | The Damned Don't Cry!            | Ethel Whitehead                     | Warner Brothers       |
| 1950 | 75 | Harriet Craig                    | Harriet Craig                       | Columbia Pictures     |
| 1951 | 76 | Goodbye, My Fancy                | Agatha Reed                         | Warner Brothers       |
| 1952 | 77 | This Woman is Dangerous          | Beth Austin                         | Warner Brothers       |
| 1952 | 78 | Sudden Fear                      | Myra Hudson                         | RKO Radio Pictures    |
| 1953 | 79 | Torch Song                       | Jenny Stewart                       | Metro-Goldwyn-Mayer   |
| 1954 | 80 | Johnny Chitară                   | Vienna                              | Republic Pictures     |
| 1955 | 81 | Female on the Beach              | Lynn Markham                        | Universal Pictures    |
| 1955 | 82 | Queen Bee                        | Eva Phillips                        | Columbia Pictures     |
| 1956 | 83 | Autumn Leaves                    | Millicent Wetherby                  | Columbia Pictures     |
| 1957 | 84 | The Story of Esther Costello     | Margaret Landi                      | Columbia Pictures     |
| 1959 | 85 | The Best of Everything           | Amanda Farrow                       | 20th Century Fox      |
| 1962 | 86 | What Ever Happened to Baby Jane? | Blanche Hudson                      | Warner Brothers       |
| 1963 | 87 | The Caretakers                   | Lucretia Terry                      | United Artists        |
| 1964 | 88 | Strait-Jacket                    | Lucy Harbin                         | Columbia Pictures     |
| 1965 | 89 | I Saw What You Did               | Amy Nelson                          | Universal Pictures    |
| 1967 | 90 | The Karate Killers               | Amanda True                         | Metro-Goldwyn-Mayer   |
| 1968 | 91 | Berserk!                         | Monica Rivers                       | Columbia Pictures     |
| 1970 | 92 | Trog                             | Dr. Brockton                        | Warner Brothers       |

### Diverse
| An   | # | Titlu                        | Rol                         | Compania producătoare |
| ---- | - | ---------------------------- | --------------------------- | --------------------- |
| 1964 | 1 | Hush...Hush, Sweet Charlotte | Miriam Deering (uncredited) | 20th Century Fox      |